# 700-ті до н. е.

## Події
- Ассирійський цар Шаррукін II захопив Вавилон у 710 та правив до 705 року до н. е., після чого на престол вступив цар Сін-аххе-еріба.
- У Вавилоні правили царі Мардук-апла-іддін II (710 та 703-702), Мардук-закір-шумі II (703), а в інший час він був захоплений ассирійцями.
- Царем Юдеї був Єзекія. Він підняв повстання проти асирійців, але війська Сін-аххе-еріби розбили юдеїв та взяли в облогу Єрусалим. За мирним договором Юдея ставала васалом Ассирії.
- Царем Еламу був Шутрук-Наххунте II. Він підтримував антиассирійську коаліцію.
- Єгипет під владою царства Куш, фараони XXV династії (третій перехідний період). Фараонами були Шабака (до 703) та Шабатака (з 703).
- Правителем Східної Чжоу був Хуань.